# Людвиг Бородатый
Людвиг (I) Бородатый (нем. Ludwig der Bärtige, лат. Ludovicus cum barba; ок. 1020 — 13 июня 1080) — граф в Тюрингии, родоначальник династии Людовингов (или Тюрингского дома).

## Происхождение
Точное происхождение Людвига неизвестно. Его долгое время отождествляли с Людовиком, одним из сыновей герцога Нижней Лотарингии Карла I и на этом основании считали Людовингов ветвью Каролингов. Об этом Людовике известно очень немного. После того, как Карл I попал в плен, вместе с ним в заключении в Орлеане оказался и Людовик. После смерти отца он был вместе с матерью и сёстрами отдан под охрану Асцелина, епископа Лана. В период между 1005 и 1012 годами он упоминается при дворе герцога Аквитании Гильома V. Он был жив ещё в 1009 году.
Основанием для возникновении данной гипотезы послужили сообщения французских хронистов (Адемара Шабанского и некоторых других), которые утверждали, что сыновья Карла Лотарингского бежали в Германию. Кроме того, существует грамота императора Священной Римской империи Конрада II, датированная 27 апреля 1039 года, которую он даровал в Госларе Людвигу по просьбе своей супруги Гизелы Швабской. В этой грамоте Конрад называет Людвига «кузеном». Это родство могло происходить только по линии Гизелы: её бабушка по линии матери, Матильда Французская, приходилась сестрой Карлу Лотарингскому, и, таким образом, в случае, если Людвиг действительно был сыном Карла, то он приходился двоюродным братом Гизеле.
Эта версия нашла отражение в созданной в XV веке «Анонимной истории ландграфов Тюрингии». Данную гипотезу в XVI—XVII веках поддерживали многие средневековые историки (Давид Блондель, Цезарь Бороний, П. Паги и ряд других). В XVII веке эту версию оспаривали Жан-Жак Шифле и Шантеро-Лефевр. В настоящее время данная версия происхождения Людвига не находит поддержки у большинства историков.
Существовали и другие версии происхождения Людвига. Так, Георг Кролл в своей диссертации (1781 год) выдвинул предположение, что Людвиг был сыном Конрада, одного из братьев герцога Швабии Германа II, отца Гизелы Швабской. Ряд гипотез был рассмотрен Генрихом Христианом Зенкенбергом в выпущенном в 1735 году третьем томе труда «Selecta juris et historiarum tum anecdota tum jam edita et rariora». Однако во всех версиях были выявлены недостатки, и в целом проблема происхождения Людвига Бородатого до сих пор остаётся неразрешённой.
В настоящее время ряд историков считает, что Людвиг Бородатый был близким родственником графов фон Рейнек, бывшими бургграфами Майнца.

## Биография
Основным источником биографии Людвига является созданная в XIII веке «Краткая история князей Тюрингии» (лат. Historia Brevis Principum Thuringiæ). Согласно «Хронике Рейнхардсбрунна», Людвиг обосновался в Тюрингии, где он получил от императора Конрада II в лен ряд владений около Тюрингенского Леса. Это дарение подтверждено актом, датированным 1039 годом. Людвиг находился на службе у архиепископа Майнца Бардо, который в 1034 год даровал ему разрешение на постройку замка Шауэнбург. Постройка этого замка, ставшего центром владений рода в Тюрингии, позволило контролировать дорогу из Готы в Шмалькальден.
Также известно, что у Людвига был брат Гуго, вассал архиепископа Майнца, владевший богатыми ленами. Он был женат на сестре Рейнхарда, епископа Хальберштадта. После смерти Гуго ему наследовал сын Вихман, а когда тот погиб, все владения перешли к Людвигу Бородатому. Ещё более богатство Людвига увеличилось благодаря браку с Цецилией фон Зангерхаузен, которая принесла в качестве приданого ряд ленов, включая графство Зангерхаузен. О происхождении Цецилии тоже идут споры. Возможно, она была дочерью пфальцграфа Саксонии Бурхарда I фон Госек и Оды Мерзебургской.
Прозвище Бородатый приписывается тому, что в 1034 году, когда он впервые упоминается документально, ему было не более 14 лет, но у него уже росли волосы на подбородке.
Умер Людвиг 13 июня 1080 года и был похоронен в Майнце в монастыре Святого Альбана. Наследовал ему старший сын, Людвиг Скакун.

## Брак и дети
Жена: Цецилия фон Зангерхаузен, наследница Зангерхаузена. Дети:
- Людвиг (II) Скакун (ум. 1123), граф в Тюрингии с 1080
- Беренгар (ок. 1056/1057 — до 25 июля 1110), граф фон Зангерхаузен
- Хильдегарда; 1-й муж: Поппо I (ум. 7 августа 1078), граф фон Хеннеберг; 2-й муж: Тимо, граф фон Нордек
- Ута; муж: Дитрих, граф фон Линдербах
- Адельгейда; муж: Людвиг фон Виппра